# 電位差計
電位差計（電位差計、英語: Potentiometer）は、零位法によって直流電圧を比較測定するための電気計器である。